# Баштан Сергій Васильович
Сергі́й Васи́льович Башта́н (21 січня 1927, с. Великий Хутір, Черкаської обл. — 10 січня 2017, м. Київ) — український бандурист, педагог, композитор.

## Біографія
Вчився в музичному училищі ім. Р. Глієра (клас бандури у В. Кабачка) (1949—1954), а потім Київську консерваторію, відділ народних інструментів по класу бандури В.Кабачка та М. Геліса (1959).
Лауреат конкурсу виконавців на І Всесвітньому фестивалі молоді та студентів (Москва, 1957). З 1960 — викладач кафедри народних інструментів, професор (1980), заслужений артист УРСР (1968), народний артист України (1995).
Упорядкував близько 90 збірок п'єс для бандури. Автор навчально-методичного посібника «Школа гри на бандурі» (1989, у співавторстві з А. Омельченком). Основоположник школи сучасного академічного бандурного виконавства.
Член КПРС з 1957 р. Парторг в хорі ім. Г. Верьовки (1961—1968). Парторг київської консерваторії (1968—1988).

## Учні
Іван Коваль,
Петро Чухрай,
Костянтин Новицький,
Володимир Єсипок,
Володимир Кушпет,
Роман Гриньків,
Тамара Гриценко,
Лариса Дєдюх,
Лариса Ковальчук,
Людмила Коханська,
Любов Мандзюк,
Віктор Мішалов,
Майя Голенко,
Алла Шептицька,
Юрій Незовибатько,
Руслана Войт,
Тарас Столяр,
Ілля Сухий,
Святослава Лученко,
Анна Черевишник,
Денис Сагіров,
Наталія Тимощенко, Задорожна Віта-Вікторія Миколаївна
Твори
Для бандури — «Думка», «Експромт», «Наспів», «Танець», «Концертні варіації», «Варіації на теми українських народних пісень» («Пливе човен» (2 редакції), «Йшли корови із діброви» (2 редакції), «Варіації на народні теми» (2-га редація носить назву — «Український танець»); обрядових українських народних пісень.

## Публікації
- Вони були першими // «Культура і життя», 08.ІІ.1973
- Ще раз про бандуру // «Культура і життя», 1975
- Повернути втрачену славу //«Музика», 1979 № 5
- І фольклор, і класика // «Друг читача», 27.ІІІ.1980
- Українська бандура: історія і сучасність // «Життя і слово» (Торонто, Канада) 18.VII.1983
- З історії музичних інструментів. Бандура // «Культура і життя», 22.I.1984
- Про перемогу кобзи спів // «Вечірній Київ», 11.V.1985
- Дзвени бандуро // «Радянська Україна», 08.I.1988
- Високий художній рівень — традиція кобзарського мистецтва // «Україна», 1990 , № 37
- Бандуристе, орле сизий …//Літ. Україна, 23.VII.1992 — С.8
- Хуторянство ми вже мали Інтерв'ю О.Соботович // «Музика», 1993, № 6
- Українська музична газета — 09.XII.1993
- Бандуристе, орле сизий — Вінок спогадів про В. А. Кабачка (упорядкування у співавторстіві з Івахненко Л. Я.) — К:., Музична Україна, 1995. — 136 с.
- З історії жанру сольно-інструментального виконавства на бандурі / С. Баштан // Тези до науково-практичної конференції: «Українське кобзарство в музичному світі: традиції і сучасність» . — К., 1997. — С. 3-4.
- Пам'яті видатного українського митця — І. М. Скляра // «Бандура», 1998 , № 63-64. — С.30-35
- Іван Скляр — конструктор бандури // «Культура і життя», 06.XI.1999. (Монографія «Видатний музикант, майстер І. М. Скляр» -рукопис, знаходиться в бібліотечних фондах НМАУ ім. П.Чайковського).
- Розвиток традицій народного музикування в творчості бандуристів-професіоналів // Матеріали науково-практичної конференції «Кобзарсько-лірницькі традиції та їх сучасний розвиток» — К., 1999. — С.1-3